# Nichita Stănescu - Opere
Nichita Stănescu - Opere este o antologie în trei volume, apărută în 2002, editată sub îngrijirea criticului și academicianului român Eugen Simion, care prezintă integral poeziile publicate, atât antume cât și postume, ale poetului și eseistului român Nichita Stănescu. 